# 선황후 (청나라)
선황후(宣皇后, ?-1569)는 히타라씨(Hitara hala, 喜塔臘氏) 출신으로, 만주어 이름은 어머치(額穆齊, ᡝᠮᡝᠴᡳ Emeci)이다. 청(淸) 선황제(宣皇帝) 탁시(Taksi, 塔克世)의 적처(嫡妻)이자 청태조(淸太祖) 누르하치(Nurhaci, 努爾哈赤)의 생모이다.

## 출신배경
선황후는 앙과도리파안(昂果都理巴顏) 장남 도리금(都理金) 도독(都督)의 현손녀(玄孫女)이며, 도리고(都理古) 도독의 증손녀, 아고(阿古) 도독의 장녀이다. 입관(入關, 1644년 청군이 산해관을 넘어 북경에 들어간 사건) 전 가문은 태조와 태종(太宗) 양대의 특별한 존중을 받았고, 그들에게 영릉(永陵) 수호 중임을 맡겼으며, 세금 일부를 면제해줬다. 혼인에 있어 히타라씨는  청 황실 아이신기오로씨(愛新覺羅氏)와 인연이 깊다. 『애신각라종보(愛新覺羅宗譜)』에 의하면, 누르하치의 증조부인 직황제(直皇帝) 푸만(Fuman, 福滿)의 증손자 바이타(Baita, 拜塔)의 적처이자 아고도독의 딸 히타라씨(齊塔喇氏, 만주어 히타라의 다른 한자 표기)는 곧 선황후의 여동생이며, 바이타의 계처(繼妻)이자 피양구(Fiyanggu, 費揚古) 도독의 딸 히타라씨(齊塔喇氏)는 선황후의 사촌여동생이다.

## 생애
어머치는 탁시의 적처이다. 『청입관전사료선집(淸入關前史料選輯)』 기록에는 어머치는 '아고도독(阿姑都督)'의 장녀로, 성은 해탑랍(奚塔喇, 만주어 히타라의 다른 한자 표기), 이름은 액묵기(厄墨氣, 만주어 Emeci의 다른 한자 표기)라고 기재되어 있다. 또한 어머치에게는 아들 3명이 있다고 기록되어 있는데, 명(明) 가정(嘉靖) 38년(1559) 어머치는 장남 노아합기(弩兒哈奇, 즉 누르하치)를 낳았는데 그의 호칭은 숙륵패륵(淑勒貝勒, 즉 술러 버일러 sule beile)이라고 하였다고 한다. 또한 가정 43년(1564) 차남 서아합기(黍兒哈奇, 즉 슈르하치)를 낳았는데 그의 호칭은 타라한파토로(打喇漢把土魯, 즉 다르한 바투루 darhan baturu)였다고 한가. 그리고 삼남의 이름은 아아합기(牙兒哈奇, 즉 야르가치)인데 호칭은 미상이라고 한다. 또한 어머치는 적어도 탁시 사이에서 딸 1명을 낳은 것으로 보이는데 딸의 이름은 잔허구(沾河姑)로 아지거푸진(阿吉格福晉)이라 불렸다. 어머치는 누르하치가 10세일 때에 병사하였다. 탁시의 계처이자 누르하치의 계모는 하다(哈達)의 한(han, 汗)의 양녀였던 컨저(掯姐, 즉 청현조계비淸顯祖繼妃)는 누르하치를 박대하였다. 이에 누르하치는 19세에 모든 재산을 버리고 집을 나왔다. 순치(順治) 5년(1648) 11월, 청조는 탁시를 현조선황제(顯祖宣皇帝)로, 어머치를 선황후(宣皇后)로 추존하였다.
순치 6년(1649) 정월 초8일, 순치제(順治帝)는 보국공(輔國公) 어커친(額科沁)을 후전(後殿) 신위가 모셔진 곳에 보내어 증조모 선황후 등을 제사지내게 히였다. 맹춘절(孟春節)에 비단과 술을 정성스레 바쳤다. 만인 관원은 니루장긴(niru janggin, 牛錄章京)과 바이타라불러하판(拜他喇布勒哈番) 이상 관원 아래로, 한인 문무관원은 3품 이상 아래로 2일 먼저 각자 집에서 재계를 하고 소•양•돼지•사슴•토끼를 잡았으며, 제사 당일에는 이 모든 고기를 끓이고 여러 과일을 마련하여 영전에 바쳤다.

## 참고문헌
- 『청사고(淸史稿)』 「열전1(列傳一)」